# Mastigomycotina
Mastigomycotina è una sottodivisione della divisione Eumycota a cui appartengono funghi con micelio non settato (cenocitico) che hanno riproduzione asessuata e sessuata, con spore e gameti mobili (zoospore).
La sottodivisione contiene 3 classi:
- Chytridiomycetes
- Hyphochytridiomycetes
- Oomycetes.